# Johann Peter Haseney

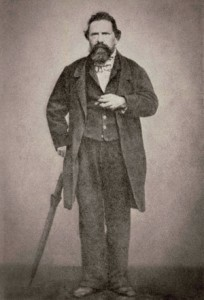
Johann Peter Haseney

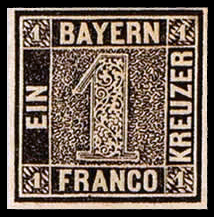
Schwarzer Einser, erste deutsche Briefmarke

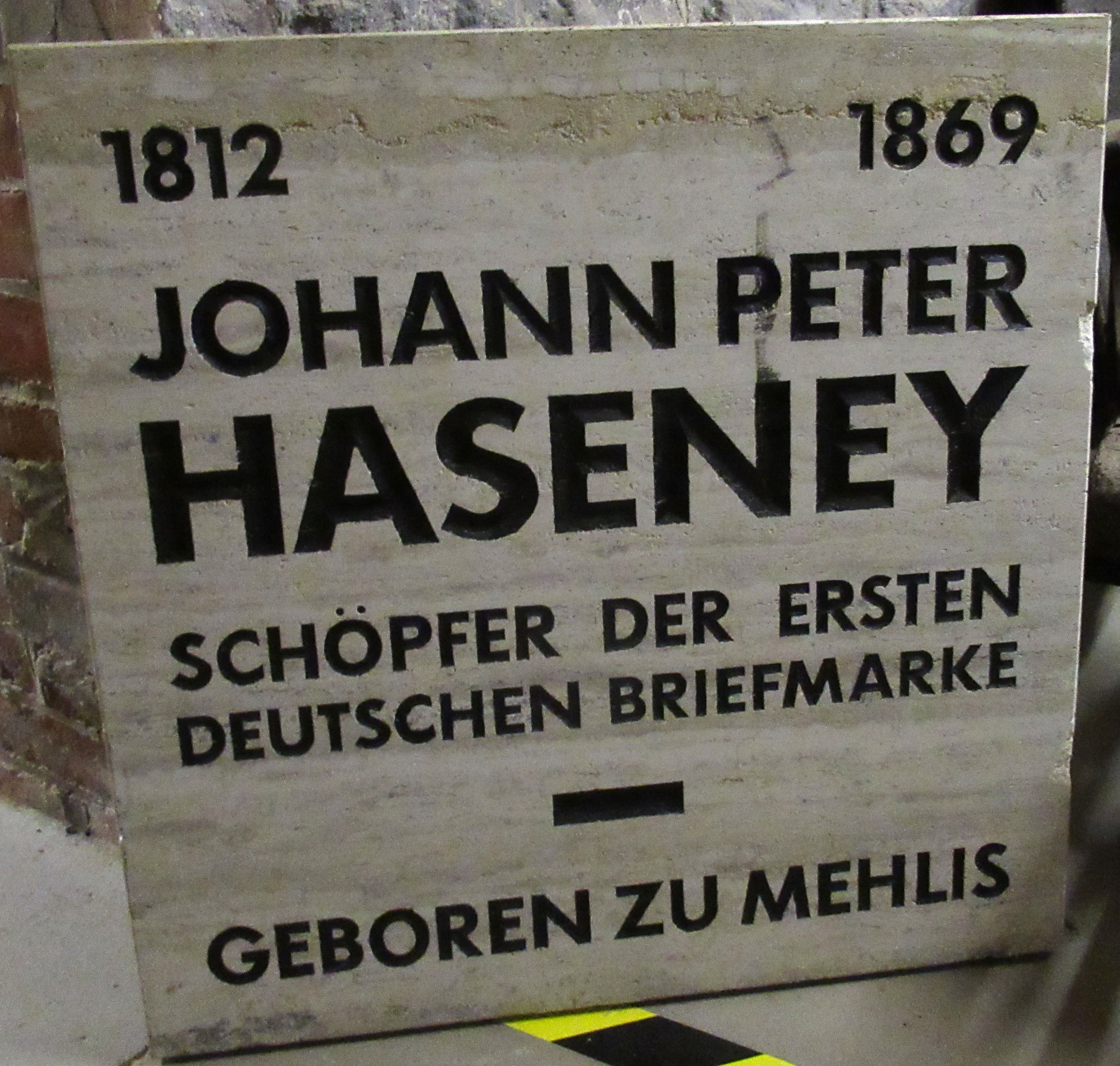
Gedenktafel für Haseney, jetzt im Stadtmuseum Zella-Mehlis

Johann Peter Haseney (* 27. November 1812 in Mehlis; † 10. April 1869 in München) war ein deutscher Kupferstecher.

## Leben
Zunächst absolvierte er bei seinem Vater eine Ausbildung als Büchsenmacher, nachfolgend lernte er vom Graveur, Stempelschneider und Mechaniker Hulm dessen Beruf. Haseney kam durch seine Wanderschaft, ab dem Jahr 1832, nach München. Dort arbeitete er an einem mathematisch-mechanischen Institut als Graveur und durch ein Stipendium konnte er ein mathematisches Studium machen. 1835 erhielt die Bayerische Hypotheken- und Wechsel-Bank den Auftrag, Geldscheine im Wert von 8 Millionen Gulden, auf Anweisung von König Ludwig I. herzustellen. Durch seine Hilfe konnte die bayerische Notenbank die Banknoten fälschungssicherer machen. Ab 1851 hatte er bei dieser Bank eine feste Anstellung.
In München fertigte er verschiedene Entwürfe für Briefmarken an. Er entwarf Deutschlands erste Briefmarke, den Schwarzen Einser und war für dessen Kostenvoranschläge zuständig. Diese Briefmarke wurde ab dem 1. November 1849 im Königreich Bayern ausgegeben.
Haseney war nie Angestellter bei Seitz, wie es teilweise falsch zu lesen ist.

## Ehrungen
In seiner Geburtsstadt Zella-Mehlis ist eine Straße nach ihm benannt und in dieser Stadt ist auch eine Gedenktafel an seinem Geburtshaus angebracht. In München ist ebenfalls eine Straße nach ihm benannt.